# Wilhelm II. (Ostmark)
Wilhelm II. († 871) war Markgraf (comes terminalis) der Marcha orientalis und Graf im Traungau. 
Seit dem Jahr 857 regierte er mit seinem Bruder Engelschalk I. aus dem Geschlecht der Wilhelminer das Donautal in dieser Gegend unter der Bezeichnung Pannonien. Sie waren Gefolgsleute des Königssohns Karlmann. Die Brüder fielen im Jahr 871 gemeinsam im Kampf eines bayrisch-fränkischen Heeres gegen Großmähren, unter Svatopluk I. Die slawischen Mährer hatten sich gegen die fränkische Oberhoheit erhoben. 
Ihr Nachfolger als Grenzgraf wurde Aribo I., der aber von den Söhnen der beiden Gefallenen jahrelang bekämpft wurde.